# Utricularia graminifolia
Utricularia graminifolia är en tätörtsväxtart som beskrevs av Vahl. Utricularia graminifolia ingår i släktet bläddror, och familjen tätörtsväxter. Inga underarter finns listade i Catalogue of Life.

## Bildgalleri

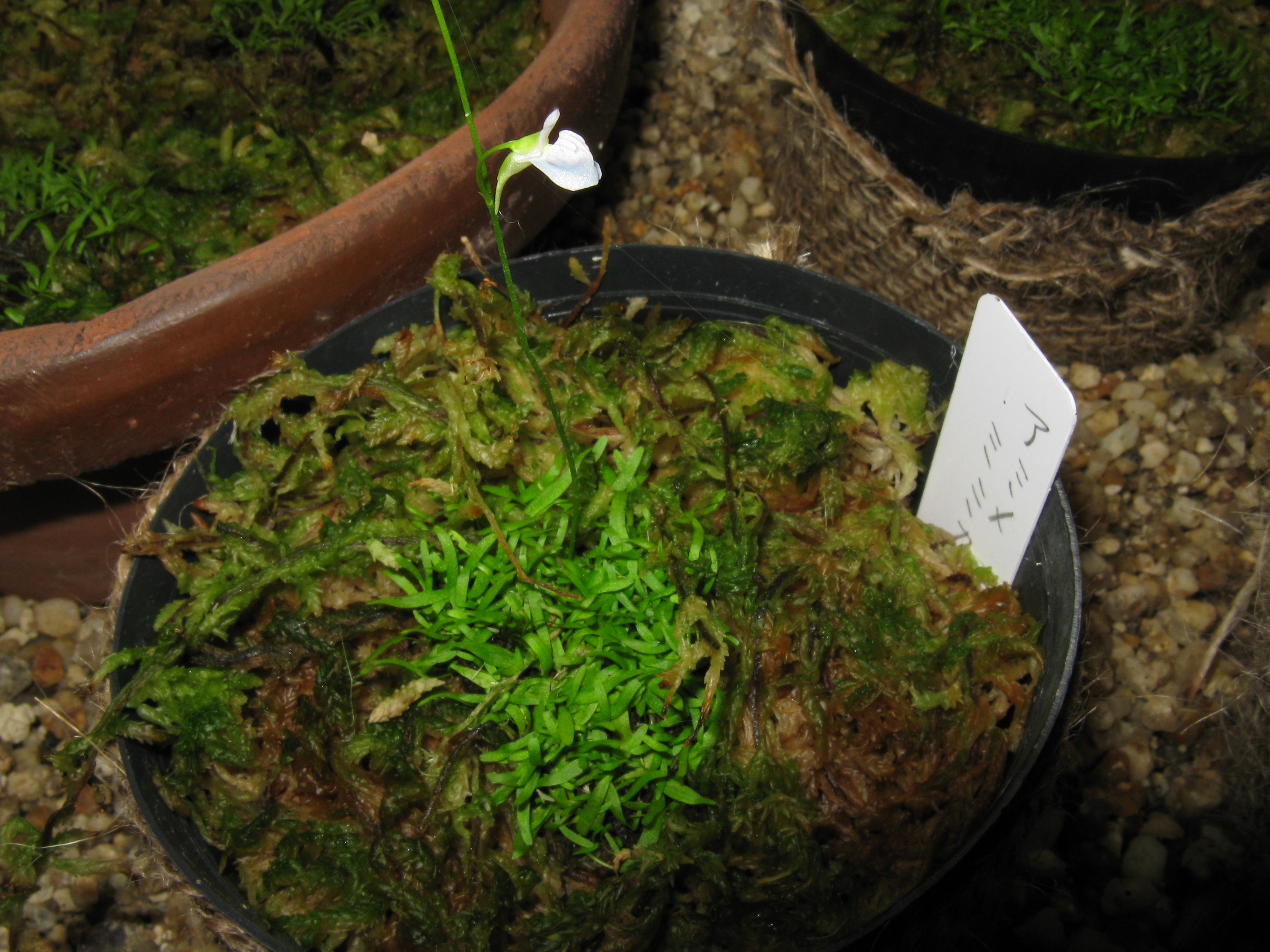
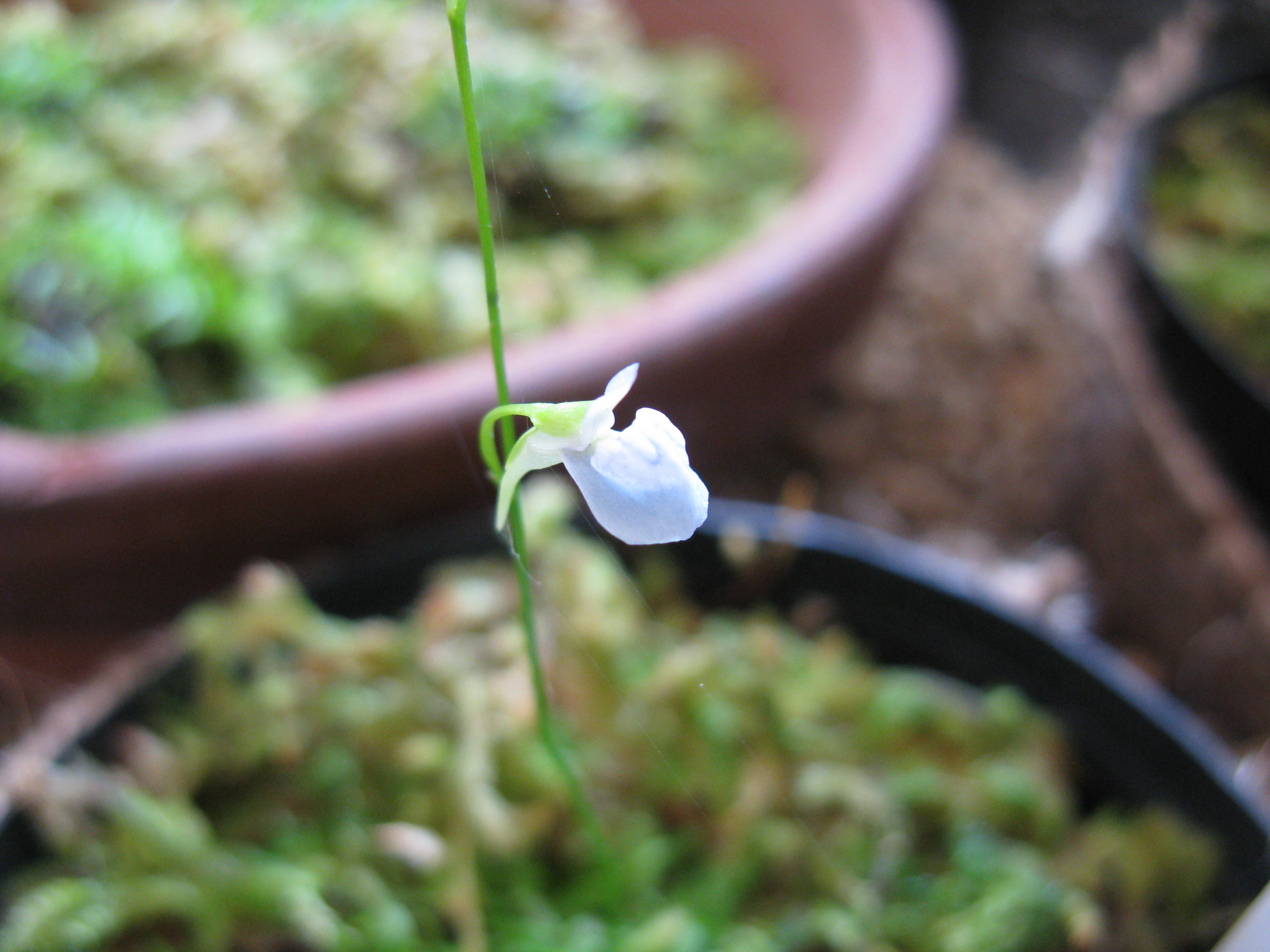